# Dina Pouryounes
Dina Pouryounes Langeroudi (1 de enero de 1992) es una deportista iraní que compite en taekwondo (desde 2015 participa bajo la nacionalidad neerlandesa).
Ganó una medalla de bronce en el Campeonato Asiático de Taekwondo de 2012 y una medalla de plata en el Campeonato Europeo de Taekwondo de 2018, ambas en la categoría de –46 kg.

## Palmarés internacional
| Representando a Irán             |                              |                   |           |
| Campeonato Asiático              |                              |                   |           |
| Año                              | Lugar                        | Medalla           | Categoría |
| 2012                             | Ciudad Ho Chi Minh (Vietnam) | Medalla de bronce | –46 kg    |
| Representando a los Países Bajos |                              |                   |           |
| Campeonato Europeo               |                              |                   |           |
| Año                              | Lugar                        | Medalla           | Categoría |
| 2018                             | Kazán (Rusia)                | Medalla de plata  | –46 kg    |